# Santa Isabel (Schiff, 1916)
Die Santa Isabel war ein spanisches Passagier- und Frachtschiff der Reederei Compañía Trasatlántica Española (CTE) aus Barcelona. Das am 18. August 1914 in Auftrag gegebene Schiff wurde auf der Werft Sociedad Española de Construcción Naval (SECN) in Puerto Real (einem Vorort südöstlich von Cádiz) unter der Baunummer 43 am 28. Oktober 1914 auf Kiel gelegt. Nach dem Stapellauf am 26. August 1915 erfolgte am 26. Oktober 1916 die Indienststellung. Im Januar 1921 strandete der Dampfer im Sturm vor der galizischen Küste, wobei über 200 Menschen ums Leben kamen. 

## Technische Daten
Die aus Stahl gebaute und mit 2.488 BRT vermessene Santa Isabel war 88,75 (oder 88,85?) Meter lang und 12,19 Meter breit, der Tiefgang lag im Durchschnitt bei 4,72 Metern, wuchs aber bei voller Beladung auf 5,74 Meter an. Die Wasserverdrängung betrug rund 2.900 Tonnen. Zwei kohlenbefeuerte Dampfkessel, wobei der Vorrat an Kohlen bei 345 Tonnen lag, und vier Getriebeturbinen, die zwei Wellen ansteuerten, ermöglichten dem Schiff eine Höchstgeschwindigkeit von etwa 14 Knoten (rund 26 km/h), die durchschnittliche Reisegeschwindigkeit lag bei etwa 12,5 Knoten (24 km/h). Die Maschinenleistung lag bei 5.600 PS. Die Santa Isabel verfügte über einen Doppelboden und zehn Rettungsboote, darunter eine 8,5-Meter-Dampfbarkasse. Auf dem Dampfer gab es insgesamt 31 hochwertig eingerichtete Erste-Klasse-Kabinen, die unter anderem mit Mahagoni-Möbeln und Messing-Armaturen ausgestattet waren. Diese entsprechend teureren Kabinen wurden jedoch von Auswanderern nicht genutzt, sondern diese waren zumeist in einfachen Stockbetten in mit Holzplatten unterteilten Großkabinen auf dem Hauptdeck untergebracht. Das Schiff war für maximal 360 Passagiere an Bord ausgelegt. 

## Untergang
Anfang Januar 1921 befand sich die Santa Isabel auf einer Reise von A Coruña nach Cádiz. An Bord des von Kapitän Esteban Muñiz García geführten Schiffes befanden sich 185 Passagiere (zumeist Auswanderer, die von Cadiz aus mit größeren Transatlantikdampfern nach Südamerika ausreisen wollten) und 84 Crewangehörige. 
Bereits kurz nach dem Auslaufen aus A Coruña geriet das Schiff in einen starken Orkan. In den frühen Morgenstunden des 2. Januar 1921, etwa gegen 1:50 Uhr, lief das Schiff in der Dunkelheit, in hohem Seegang und in dichten Regenschauern in der Bucht Ría de Arousa, etwa 200 Meter von der Küstenlinie der Insel Isla de Sálvora entfernt, auf Klippen auf. Infolge des Sturms kenterte das auf den Felsen aufsitzende Schiff innerhalb weniger Minuten. Eine Explosion der Kessel wurde dadurch verhindert, dass zwei Angehörige des Maschinenpersonals durch das Öffnen der Sicherheitsventile den Kesseldruck rechtzeitig reduzieren konnten; beide Seeleute kamen allerdings beim Untergang ums Leben. Infolge des raschen Sinkens und da die Stromversorgung an Bord zusammenbrach, konnte nur ein unvollständiger Funkspruch gesendet werden, der den Ort des Unglückes allerdings nur verstümmelt wiedergab. Dieser Funkspruch war zwar von der Küstenfunkstation Kap Finisterre aufgefangen worden, jedoch wusste man nicht, wo sich das Schiff befand, weswegen auch keine Rettungsoperationen eingeleitet werden konnten. 
Da der Untergang jedoch vom nahen Leuchtturm auf der Isla de Sálvora aus bemerkt worden war, eilte der dortige Leuchtturmwärter Tomás Pagá umgehend in einen etwa zwei Kilometer entfernten Küstenort und verständigte die Bevölkerung über das Unglück, worauf drei Rettungsboote zum Untergangsort ausgesandt wurden. Eines dieser Boote wurde von drei jungen Frauen gesteuert (Cipriana Oujo, Josefa Parada und María Fernández); alleine ihnen gelang es mit ihrem Boot vermutlich zwischen 15 und 20 Menschen aus dem sturmgepeitschten Meer zu bergen. Trotz aller Bemühungen der Rettungskräfte konnten insgesamt nur 56 Personen gerettet werden (29 Passagiere und 27 Besatzungsangehörige). 213 Menschen, darunter 60 Kinder, kamen beim Schiffbruch ums Leben. 
Später kamen Vorwürfe von überlebenden Passagieren auf, die beinhalteten, dass die Besatzung sich primär darum gekümmert habe, sich selbst in Sicherheit zu bringen. Dagegen steht die Darstellung, dass sich etwa Luis Cebreiro, der zweite Offizier der Santa Isabel, vorbildlich um die Passagiere gekümmert und sich geweigert habe, ein Rettungsboot zu besteigen; ihm wird die Rettung von zahlreichen Menschen zugeschrieben. Ein weiteres Gerücht besagte, dass die Bewohner der Isla de Sálvora sich an der Plünderung von angetriebenem Eigentum der Passagiere beteiligt beziehungsweise sich der Strandräuberei schuldig gemacht hätten. 